# 佐藤朋有子
佐藤 朋有子（さとう とあこ）は、舞台美術、空間デザイナー、アートディレクター。
武蔵野美術大学卒業後、同大学大学院造形研究科空間演出デザイン専攻を修了。演劇、映画等で活躍中。演劇「昭和スキャンティ」「レンゲ畑のまんなかで」等、映画「弁天通りの人々」「さくらさくら」「TAKAMINE ～アメリカに桜を咲かせた男～」等の美術担当。